# Hermann Kesser
Hermann Kesser (* 4. August 1880 in München; † 5. April 1952 in Basel; eigentlich Hermann Kaeser-Kesser) war ein deutscher Schriftsteller und Journalist.

## Leben und Wirken
Nach Studium und Promotion (1903) am Konservatorium in Zürich war er zunächst als Journalist in Berlin, Rom und Wiesbaden tätig und arbeitete dann als freier Schriftsteller. Für die Funk-Stunde Berlin war er als Hörspielautor tätig.
Nach 1933 emigrierte Hermann Kesser in die Schweiz, 1939 in die USA. Nach Kriegsende ließ er sich in Basel nieder.
Kesser zählte als politisch engagierter „Linksdenker“ auf dem Höhepunkt seines Schaffens während der Jahre der Weimarer Republik zu den namhaften Schriftstellerpersönlichkeiten in Deutschland. Sein Sohn Armin Kesser wurde ebenfalls Schriftsteller, war aber nicht dem Expressionismus, sondern der Neuen Sachlichkeit zugeneigt.

## Werke (Auswahl)
Erzählungen
- Die Himmelserscheinung. Kugel-Verlag, Hamburg 1913.
- Schwester. Rütten & Loening, Frankfurt/M. 1926.
- Die Peitsche. Erzählende Dichtung. Rütten & Loening, Frankfurt/M. 1926.
- Das Verbrechen der Elise Geitler. Walter Verlag, Olten 1988, ISBN 3-530-44590-8[1]
- Lukas Langkofler. Zwei Erzählungen. Rütten & Loening, Frankfurt/M. 1912.[2]
- Der Strassenmann. Novellen. Rütten & Loening, Frankfurt/M. 1926.

Gedichte
- Aus zwei Erdteilen.

Hörspiele
- Goethes letzte Liebe.
- Schwester Henriette. In: Franz Hammer (Hrsg.): Frühe Hörspiele. Henschelverlag, Berlin 1982, S. 33–64.
- Der Sturz.
- Rotation.
- Straßenmann. Bayerischer Rundfunk, München 1973.

Romane
- Die Stunde des Martin Jochner. Ein Roman aus der vorletzten Zeit. Wolff, Leipzig 1917.
- Musik in der Pension. Roman. P. Zsolnay, Wien, 1928.
- Chronik von Tag und Nacht.

Theaterstücke
- Kaiserin Messalina, eine Tragödie in drei Akten, Hyperion, Berlin, 1914
- Summa summarum. Tragikomödie. Rowohlt, Berlin, 1920.
- Die Brüder. Ein Drama in fünf Akten. Rowohlt, Berlin 1921.
- Beate. Drama. O. Wöhrle, Konstanz, 1924.
- Rotation. Schauspiel in Szenen. Zsolnay, Berlin 1931.
- Talleyrand und Napoleon. Dramatische Chronik in Szenen. Oprecht, Zürich 1938.
- Theorie der Liebe. Komödie in drei Akten. 1942.
- Zinnoberspitze. Komödie mit Musik in drei Akten. Berlin 1930 (früherer Titel: Die Reisenden).